# Nazionale di ginnastica artistica femminile della Romania
La nazionale di ginnastica artistica femminile della Romania è la squadra femminile di ginnastica artistica che rappresenta la Romania nelle competizioni internazionali; è composta dalle sei migliori ginnaste del paese, ed una ginnasta di riserva.

## Storia
I primi risultati a livello olimpico della nazionale rumena sono stati ottenuti durante i Giochi di Melbourne 1956, quando la squadra ha vinto la medaglia di bronzo nel concorso a squadre, e la ginnasta Elena Leustean ha conquistato una medaglia di bronzo al corpo libero; quattro anni più tardi, la squadra conquista un ulteriore terzo posto a squadre.
Dopo i Giochi di Roma 1960 la ginnastica rumena, diminuita di qualità competitiva, ottiene soltanto sporadici successi. Passeranno sedici anni perché la nazionale possa tornare ad essere tanto competitiva da raggiungere nuovi podi: il primo oro olimpico della ginnastica rumena è stato vinto alle Olimpiadi di Montreal da Nadia Comăneci, nel concorso individuale, la prima ginnasta nella storia ad ottenere il punteggio di 10,00 in una gara olimpica.
La prima medaglia d'oro di squadra è stata ottenuta alle Olimpiadi di Sydney; una vittoria riconfermata quattro anni più tardi ad Atene 2004, quando Cătălina Ponor conquistò un totale di tre medaglie d'oro.

## Palmarès olimpico
Oro
Montréal 1976: Nadia Comăneci - Individuale
Montréal 1976: Nadia Comăneci - Parallele
Montréal 1976: Nadia Comăneci - Trave
Mosca 1980: Nadia Comăneci - Trave
Mosca 1980: Nadia Comăneci - Corpo libero
Los Angeles 1984: Lavinia Agache, Laura Cutina, Cristina Elena Grigoraş, Mihaela Stănuleţ, Ecaterina Szabó - Squadre
Los Angeles 1984: Ecaterina Szabó - Volteggio
Los Angeles 1984: Ecaterina Szabó - Trave
Los Angeles 1984: Simona Păucă - Trave
Los Angeles 1984: Ecaterina Szabó - Corpo libero
Seul 1988: Daniela Silivaș - Parallele
Seul 1988: Daniela Silivaș - Trave
Seul 1988: Daniela Silivaș - Corpo libero
Barcellona 1992: Lavinia Miloșovici - Volteggio
Barcellona 1992: Lavinia Miloșovici - Corpo libero
Atlanta 1996: Simona Amânar - Volteggio
Sydney 2000: Simona Amânar, Loredana Boboc, Florenţa Andreea Isărescu, Maria Olaru, Claudia Maria Presăcan, Andreea Răducan - Squadre
Sydney 2000: Simona Amânar - Individuale
Atene 2004: Oana Ban, Alexandra Eremia, Cătălina Ponor, Monica Roșu, Daniela Șofronie, Silvia Stroescu - Squadre
Atene 2004: Monica Roșu - Volteggio
Atene 2004: Cătălina Ponor - Trave
Atene 2004: Cătălina Ponor - Corpo libero
Pechino 2008: Sandra Izbașa - Corpo libero
Londra 2012: Sandra Izbașa - Volteggio
 Argento
Montréal 1976: Nadia Comăneci, Mariana Constantin, Georgeta Gabor, Anca Grigoraș, Gabriela Trușcă, Teodora Ungureanu - Squadre
Montréal 1976: Teodora Ungureanu - Parallele
Mosca 1980: Nadia Comăneci, Rodica Dunca, Emilia Eberle, Cristina Elena Grigoraş, Melita Rühn, Dumitriţa Turner - Squadre
Mosca 1980: Nadia Comăneci - Individuale
Mosca 1980: Emilia Eberle - Parallele
Los Angeles 1984: Ecaterina Szabó - Individuale
Seul 1988: Daniela Silivaș, Aurelia Dobre, Eugenia Golea, Celestina Popa, Camelia Voinea - Squadre
Seul 1988: Daniela Silivaș - Individuale
Seul 1988: Gabriela Potorac - Volteggio
Barcellona 1992: Lavinia Miloșovici, Cristina Bontaș, Gina Gogean, Vanda Hădărean, Maria Neculiţă, Mirela Paşca - Squadre
Atlanta 1996: Gina Gogean - Individuale
Atlanta 1996: Simona Amânar - Corpo libero
Sydney 2000: Maria Olaru - Individuale
Sydney 2000: Andreea Răducan - Volteggio
Atene 2004: Daniela Șofronie - Corpo libero
Londra 2012: Cătălina Ponor - Corpo libero
 Bronzo
Melbourne 1956: Elena Mărgărit-Niculescu, Georgeta Hurmuzachi, Sonia Iovan, Elena Leustean, Elena Săcălici, Emilia Vătăşoiu - Squadre
Melbourne 1956: Elena Leustean - Corpo libero
Roma 1960: Anastasia Ionescu, Sonia Iovan, Elena Leustean, Emilia Vătășoiu-Liță, Elena Mărgărit-Niculescu, Utta Poreceanu-Schlandt - Squadre
Montréal 1976: Nadia Comăneci - Corpo libero
Montréal 1976: Teodora Ungureanu - Trave
Mosca 1980: Melita Rühn - Volteggio
Mosca 1980: Melita Rühn - Parallele
Los Angeles 1984: Simona Păucă - Individuale
Los Angeles 1984: Lavinia Agache - Volteggio
Seul 1988: Daniela Silivaș - Volteggio
Seul 1988: Gabriela Potorac - Trave
Barcellona 1992: Lavinia Miloșovici - Individuale
Barcellona 1992: Cristina Bontaș - Corpo libero
Atlanta 1996: Simona Amânar, Gina Gogean, Ionela Loaies, Alexandra Marinescu, Lavinia Miloșovici, Mirela Tugurlan - Squadre
Atlanta 1996: Simona Amânar - Individuale
Atlanta 1996: Lavinia Miloșovici - Individuale
Atlanta 1996: Gina Gogean - Volteggio
Atlanta 1996: Gina Gogean - Trave
Sydney 2000: Simona Amânar - Corpo libero
Atene 2004: Alexandra Eremia - Trave
Pechino 2008: Andreea Roxana Acatrinei, Gabriela Drăgoi, Andreea Florentina Grigore, Sandra Izbașa, Steliana Nistor, Anamaria Tămârjan - Squadre
Londra 2012: Diana Laura Bulimar, Diana Chelaru, Larisa Iordache, Sandra Izbașa, Cătălina Ponor - Squadre
Parigi 2024: Ana Bărbosu - Corpo libero